# Halina Kleszczyńska
Halina Maria Kleszczyńska (ur. 25 marca 1949 w Lubaczowie) – polska bofizyk, dr hab. nauk biologicznych, profesor zwyczajny i kierownik Katedry Fizyki i Biofizyki Wydziału Przyrodniczego i Technologicznego Uniwersytetu Przyrodniczego we Wrocławiu.

## Życiorys
26 czerwca 1981 obroniła pracę doktorską Wpływ wybranych czwartorzędowych soli amoniowych na oporność osmotyczną i transport anionowy do erytrocytów, 19 października 1999 habilitowała się na podstawie pracy zatytułowanej Toksyczność hemolityczna niektórych związków biologicznie aktywnych. 12 października 2006 nadano jej tytuł profesora w zakresie nauk biologicznych. Piastowała funkcję profesora wizytującego w Karkonoskiej Państwowej Szkole Wyższej w Jeleniej Górze na Wydziale Przyrodniczym i Technicznym.
Objęła stanowisko profesora zwyczajnego i kierownika w Katedrze Fizyki i Biofizyki na Wydziale Przyrodniczym i Technologicznym Uniwersytetu Przyrodniczego we Wrocławiu.